# دریاچه اوزونلارسکه
دریاچه اوزونلارسکه (انگلیسی: Uzunlarske Lake) یک دریاچه آب شور در شبه‌جزیره کریمه است.